# Collaboration Santé Internationale
 (septembre 2021).
Collaboration santé internationale (CSI), initialement connue sous le nom de L’Assistance Médicale Internationale (L’AMI), est une organisation de coopération internationale québécoise qui répond aux besoins matériels des centres de santé des pays en développement (PED) en leur procurant des médicaments, des équipements médicaux et des fournitures médicales répondant de manière précise à leurs besoins à des fins humanitaires et écologiques.
Pour ce faire, CSI achète des médicaments à partir des dons reçus et récupère des équipements médicaux de seconde main. Chaque projet réalisé par CSI se fait sous la supervision de professionnels de la santé bénévoles (médecins, infirmiers, dentistes, ingénieurs biomédicaux, etc.).

## Mandat
CSI est la seule organisation autorisée par le ministère de la Santé et des Services sociaux (MSSS) à récupérer au sein du réseau de la santé des équipements médicaux en surplus ou non utilisés. La mission de CSI est d'envoyer du matériel médical qui répond à des besoins précis dans le but de soutenir des centres de santé des pays en développement. De cette façon, Collaboration Santé Internationale permet à des centres de santé de mieux s'équiper, de mieux répondre aux besoins de sa clientèle et ainsi, d'augmenter le bien-être et la santé des populations plus démunies. De plus, CSI intervient dans le cadre d'aide humanitaire en cas de catastrophes naturelles ou de guerres, soit lors de situations d'urgence.
Collaboration Santé Internationale a offert, depuis sa création, de l'aide à plus de 100 pays en Amérique centrale, en Amérique du Sud, en Afrique, en Europe, en Asie et en Océanie dont 92 sont des partenaires récurrents,.

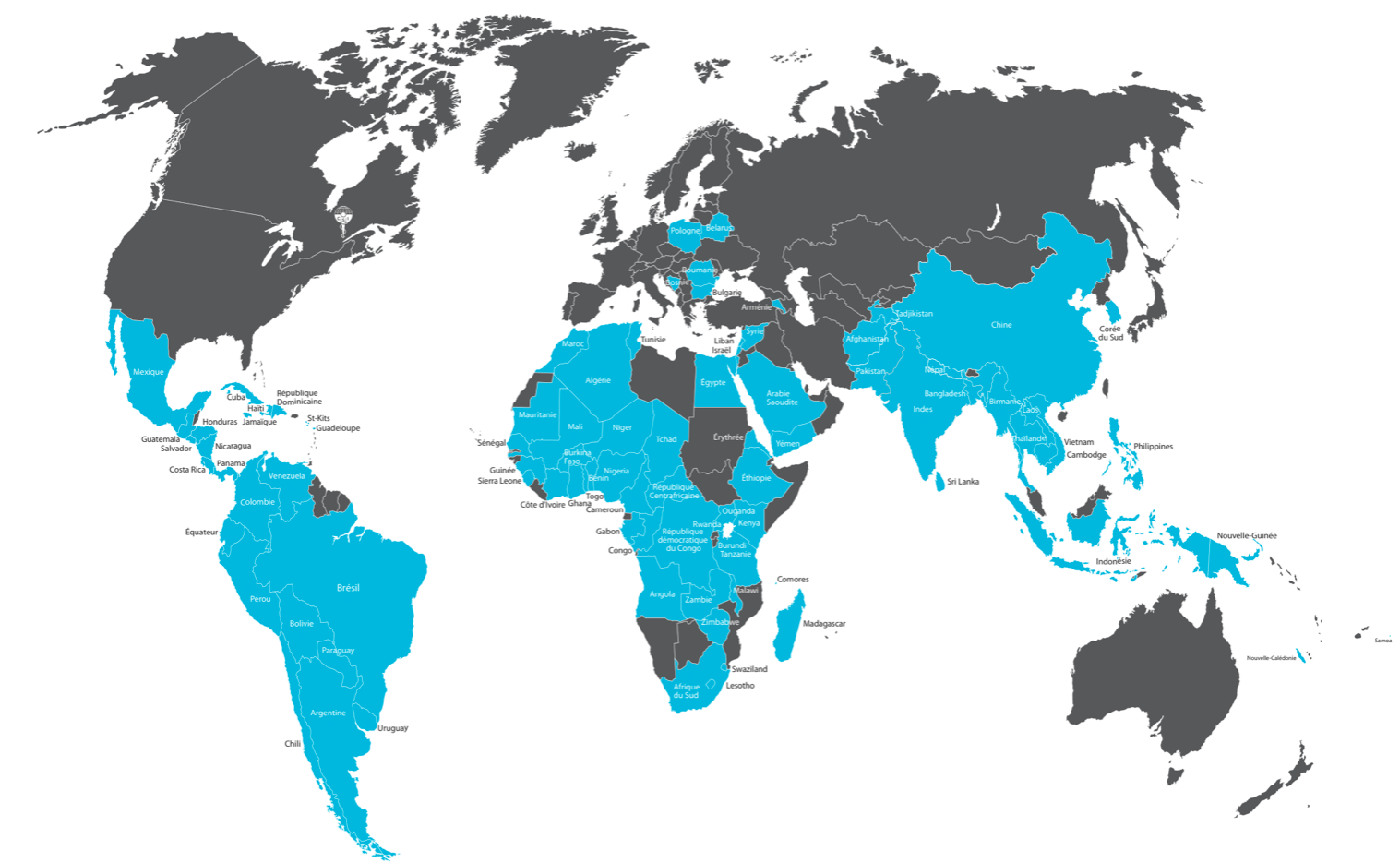
Pays ayant reçu de l'aide de CSI depuis sa création.

## Historique
Le frère capucin Célestin Marcotte, curé de la paroisse Saint-Charles de Limoilou, fonde Collaboration Santé Internationale (CSI) en 1968 dans le quartier Limoilou à Québec. Son but premier était de fournir des médicaments dans les zones les plus reculées du monde.
Il tire son inspiration d’une visite rendue aux missionnaires Capucins au Tchad en 1967 lors de laquelle, il est atteint d’un virus et soigné à partir des rares médicaments trouvés sur place. De retour au Québec, frère Célestin, touché par la précarité des conditions de vie, procède avec succès à un premier envoi de médicaments pour remplacer ceux utilisés.
En 1976, l'organisation opte pour un modèle d'affaire davantage structuré.
En 1996, CSI obtient une accréditation exclusive de la part du MSSS lui permettant de récupérer à des fins humanitaires des équipements médicaux en surplus ou non utilisés au sein du réseau de la santé du Québec. Cette reconnaissance assure à CSI un plus grand volume et plus de variété dans les équipements offerts aux centres de santé bénéficiaires,.
En 2018, CSI devient membre de l’Association québécoise des organismes de coopération internationale (AQOCI) et partenaire du ministère des Relations Internationales et de la Francophonie (MRIF) dans la réalisation de nombreux projets de coopération internationale.

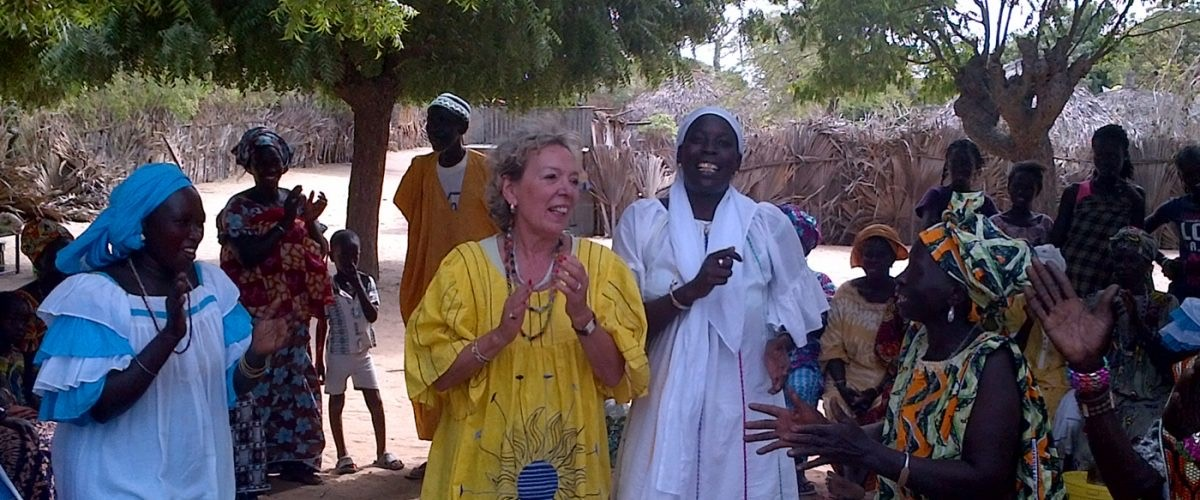
Photo de l'ancienne directrice générale de CSI, madame Pierrette Defoy Dolbec, au Sénégal en 2018.

## Appuis
Un projet coûte environ 15 000$ à 25 000$ à réaliser alors que la valeur du matériel envoyé vacille entre 150 000$ et 300 000$. Collaboration Santé Internationale s'occupe de récupérer le matériel, de le vérifier et de la réparer dans le cas échéant et de le préparer à l'envoi alors que les centres de santé s'occupe des frais de transport et de dédouanement. Les appuis de CSI viennent en grande partie des particuliers, des entreprises engagées et des associations partenaires au moyen de dons qui représentent 45% du financement. Quant à l'autre 55% de frais, il est débourser par le centre de santé.
CSI est également partenaire du gouvernement du Québec dans la réalisation de projets de solidarité internationale notamment avec le MRIF.
CSI initie plusieurs activités bénéfice par année (ex. Le Cyclo Tour de l’Île d’Orléans fin septembre et un souper gastronomique en février) afin d’élargir le nombre de donateurs et de partenaires dont les dons assurent l'accomplissement de sa mission.
Enfin, l'appui le plus important offert à CSI reste l’expertise et la fidélité de plus de 60 bénévoles et ses 11 salariés grâce à qui l’équipe CSI est capable de coordonner ses projets. Les bénévoles sont majoritairement des retraités de la santé tels que des pharmaciens (au nombre de trois), des infirmiers, des dentistes et des ingénieurs en biomédical totalisent plus de 13 000 heures de travail chaque année ,,,,.

## Collecte et vérification du matériel médical
En premier lieu, CSI procède à des collectes de matériel tous les jours auprès des hôpitaux et des établissements de santé du Québec et reçoit des dons régulièrement. La majorité du matériel (70%) peut être récupérés et envoyés dans un autre pays selon les besoins. Le matériel envoyé est souvent déclassé, car il ne respecte pas les normes au Québec ou remplacé par du matériel plus performant au sein du réseau de la santé, ce qui permet à CSI de le revaloriser. Lorsque l'organisme reçoit le matériel, il est trié par l'équipe de bénévoles et de travailleurs, vérifié et réparé en cas de besoin par des professionnels bénévoles. En chiffres, CSI récupère 300 tonnes de matériel par an lors de ces 600 cueillettes annuelles à travers le Québec,.

## Matériel médical envoyé
Collaboration Santé Internationale fait une vingtaine d'envois de conteneurs par an. Les conteneurs peuvent contenir différents produits tels que des équipements médicaux, des fournitures médicales et des médicaments. 95% du matériel reçu provient du réseau de la santé du Québec, c'est-à-dire du réseau public des soins de santé du Québec alors que le reste provient du réseau privé (cliniques privées, etc.) et des dons des particuliers,. Certains équipements complémentaires (meubles, génératrices, matériaux de construction) peuvent être inclus pour répondre à des besoins spécifiques. En addition, certains articles scolaires et matériels scolaires peuvent faire partie des envois. Le matériel correspond à des besoins en matière de gynécologie, de maternité, de dentisterie, de cardiologie, de chirurgie, dermatologie, de pédiatrie, d'ophtalmologie, pharmacie, d'orthopédie et de soins primaires. CSI a également fait plusieurs envois de matériel sanitaire acheté en surplus au Québec aux pays défavorisés tels que la Tunisie, le Gabon et le Liban face à la pandémie de la COVID-19.

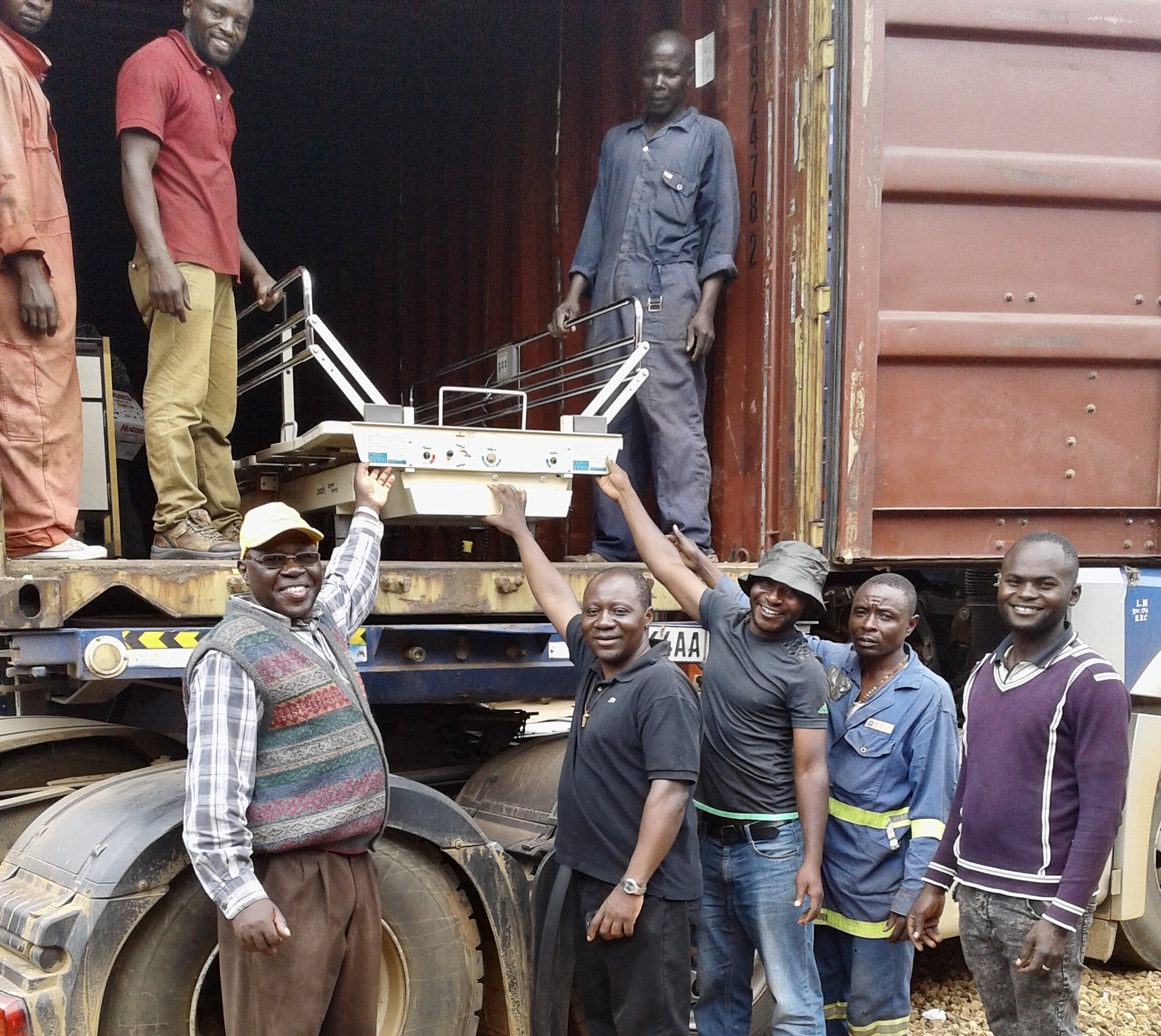
Déchargement d'un conteneur en République Démocratique du Congo en 2018.

CSI s’assure que le matériel donné aux centres de santé réponde à leurs besoins et qu'ils ont les ressources et les connaissances nécessaires pour assurer le bon fonctionnement et l'utilisation de ceux-ci.
L'organisme fait entre 20 et 30 envois par an dans les différents centres de santé bénéficiaires.

## Matériel médical recyclé
Plus de 200 000$ de matériel sont recyclées chaque année par l'organisme. En récupérant des équipements médicaux pour les redistribuer à des centres de santé des PED, CSI contribue à l’amélioration des soins offerts à des populations démunies et isolées ainsi qu'à l'amélioration des conditions de travail des employés des établissements de santé concernés.
En incitant des organisations et des citoyens à participer à ses projets de coopération internationale, CSI contribue à sensibiliser davantage de Québécois(es) à l’entraide et à l’économie des ressources naturelles.